# Elizabeth Yarnold
Elizabeth Anne „Lizzy” Yarnold (ur. 31 października 1988 w Sevenoaks) – brytyjska skeletonistka, dwukrotna mistrzyni olimpijska, dwukrotna medalistka mistrzostw świata i zdobywczyni Pucharu Świata.

## Kariera
Początkowo trenowała siedmiobój. W 2008 roku wzięła udział w programie poszukiwania talentów Girls4Gold i zaczęła uprawiać skeleton. Pierwsze zwycięstwa zanotowała w Pucharze Europy w Igls. W 2011 roku została wicemistrzynią świata juniorek w Park City. W styczniu 2012 roku wywalczyła złoto na MŚJ w Igls, a miesiąc później zajęła trzecie miejsce podczas mistrzostw świata w Lake Placid, ulegając tylko Katie Uhlaender z USA i Mellisie Hollingsworth z Kanady. Ponadto w sezonie 2011/2012 po raz pierwszy stanęła na podium zawodów Pucharu Świata, zwyciężając 22 stycznia 2012 roku w Sankt Moritz. Wyprzedziła tam swą rodaczkę – Shelley Rudman i Niemkę Katharinę Heinz. W klasyfikacji generalnej zajęła jednak odległe miejsce; bowiem nie startowała w całej pierwszej połowie sezonu.
W sezonie 2012/2013 dwukrotnie stawała na podium zawodów pucharowych, jednak nie odniosła zwycięstwa. W klasyfikacji generalnej zajęła ostatecznie czwartą pozycję. Na rozgrywanych w styczniu 2013 roku mistrzostwach Europy w Igls była piąta, tracąc do podium zaledwie 0,05 sekundy. Blisko medalu była również podczas mistrzostw świata w Sankt Moritz, gdzie zajęła czwarte miejsce. W walce o medal lepsza o 0,13 sekundy okazała się Kanadyjka Sarah Reid.
Z igrzysk olimpijskich w Soczi w 2014 roku wróciła ze złotym medalem. Brytyjka wygrała wszystkie, ślizgi wyprzedzając Noelle Pikus-Pace z USA i Rosjankę Jelenę Nikitiną. Ponadto w sezonie 2013/2014 zdobyła Puchar Świata, stając na podium w siedmiu z ośmiu zawodów. Odniosła cztery zwycięstwa; w klasyfikacji końcowej wyprzedziła Pikus-Pace i Rudman. Kolejne sukcesy osiągnęła w 2015 roku, rozpoczynając od zdobycia złotego medalu na mistrzostwach Europy w Igls. Następnie zwyciężyła też na mistrzostwach świata w Winterbergu, wyprzedzając Niemkę Jacqueline Lölling i Elisabeth Vathje z Kanady. Nadto zajęła drugie miejsce w klasyfikacji generalnej sezonu 2014/2015, ulegając tylko Austriaczce Janine Flock.